# Urticàcies
Les urticàcies (Urticaceae) són una família de plantes amb flors. El nom de la família prové del gènere Urtica (ortigues) i compta amb uns 54 a 79 gèneres i unes 2.600 espècies. Les urticàcies es troben a tot al món excepte les zones polars.

## Trets característics

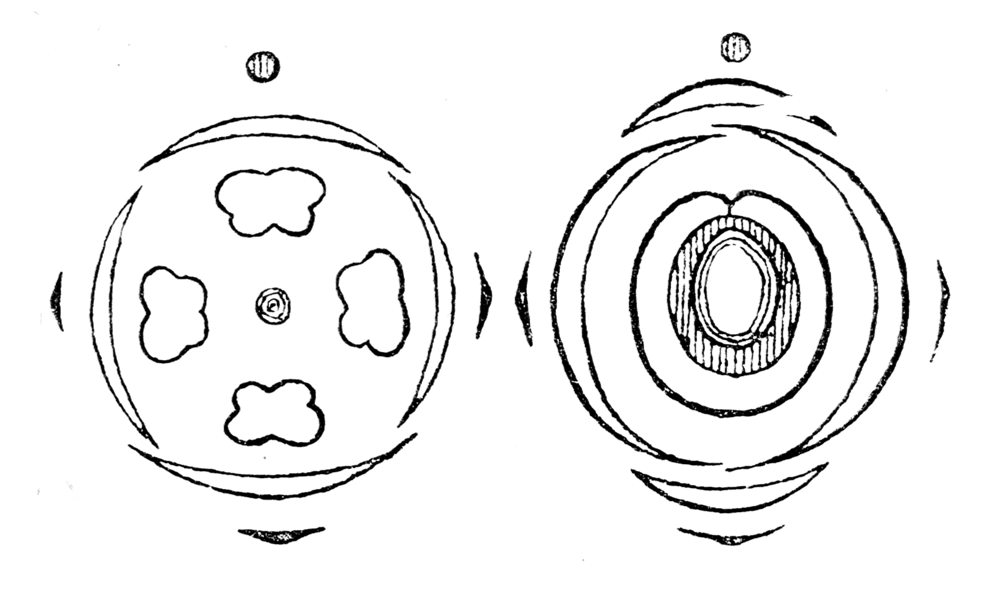
Flors mascle i femella d'Urtica

La família Urticaceae inclou arbusts (per exemple Pilea), lianes, herbes (per exemple. Urtica o Parietaria), i rarament arbres (per exemple Dendrocnide, Cecropia).
Les fulles acostumen a ser enteres i portar estípules, els pèls urticants acostumen a estar presents però no sempre.

## Gèneres
| - Aboriella - Achudemia - Archiboehmeria - Astrothalamus - Australina - Boehmeria - Cecropia - Chamabainia - Coussapoa - Cypholophus - Debregeasia - Dendrocnide - Didymodoxa - Discocnide - Droguetia - Elatostema | - Forsskaolea - Gesnouinia - Gibbsia - Girardinia - Laportea - Lecanthus - Leucosyke - Maoutia - Meniscogyne - Myriocarpa - Nanocnide - Neodistemon - Neraudia - Nothocnide - Obetia - Oreocnide | - Parietaria - Pellionia - Petelotiella - Phenax - Pilea - Pipturus - Poulzolzia - Procris - Rousselia - Sarcochlamys - Sarcopilea - Soleirolia - Touchardia - Urera - Urtica - ortiga |

## Galeria fotogràfica

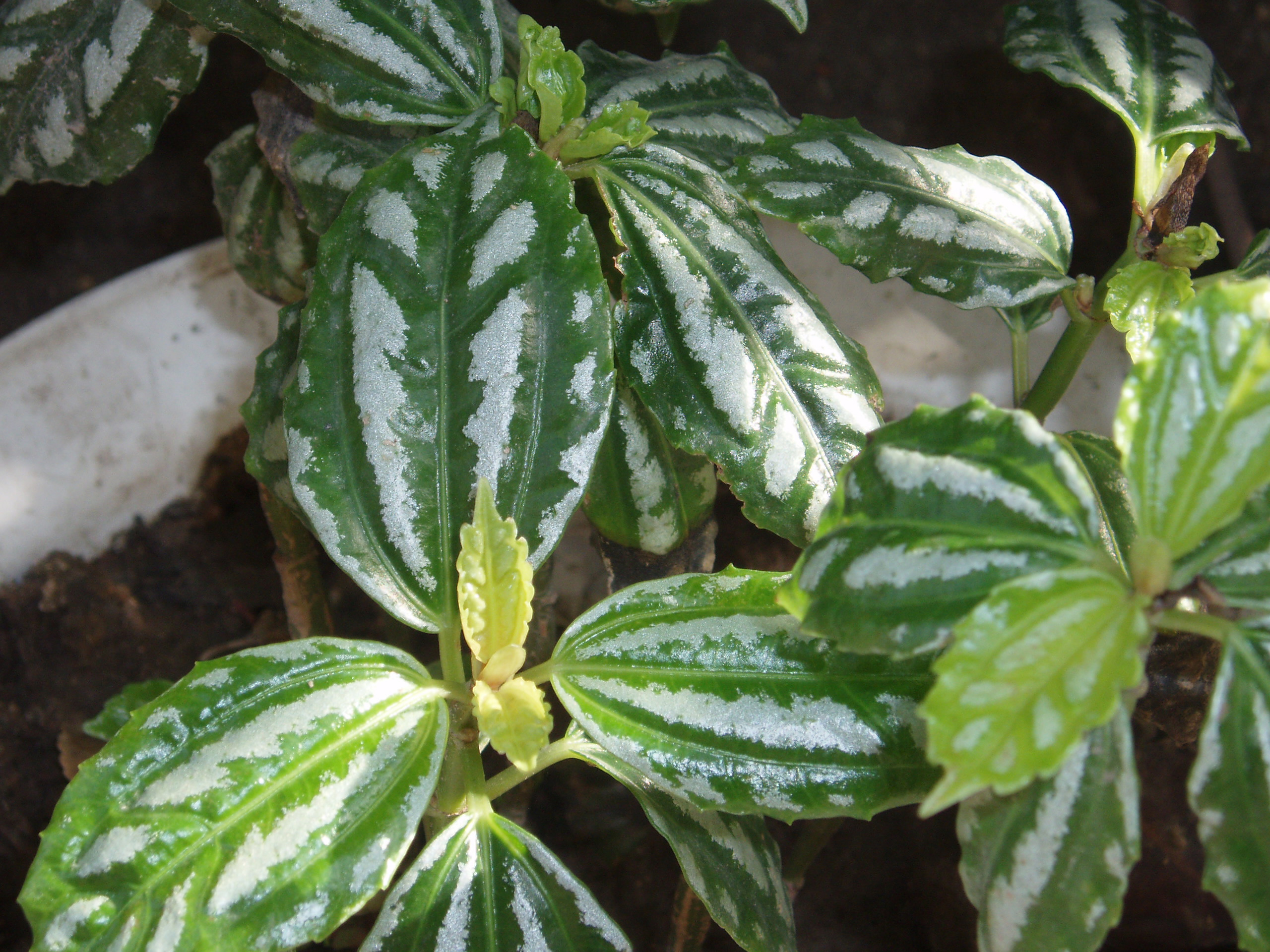
Pilea cadierei
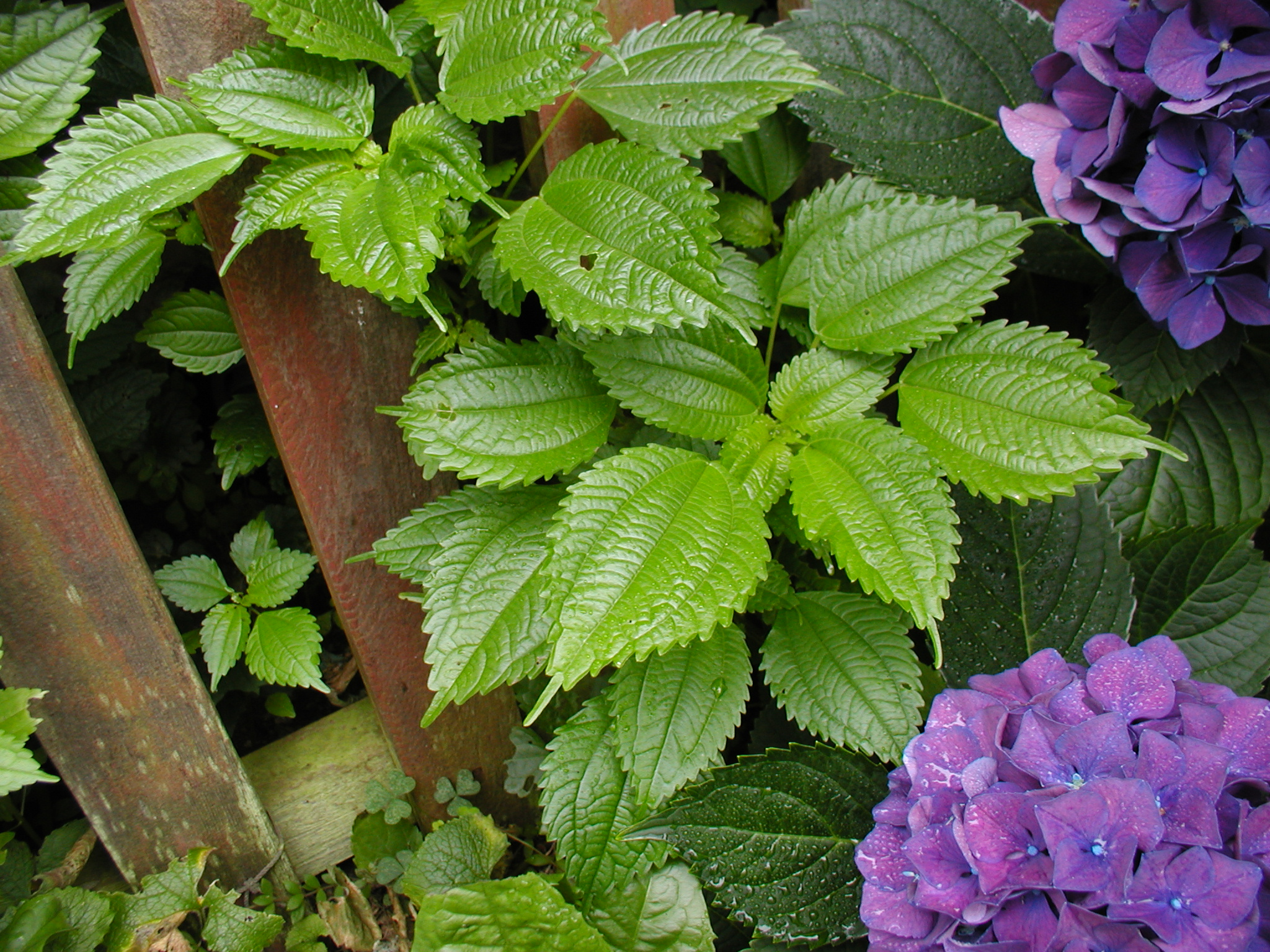
Pilea pumila
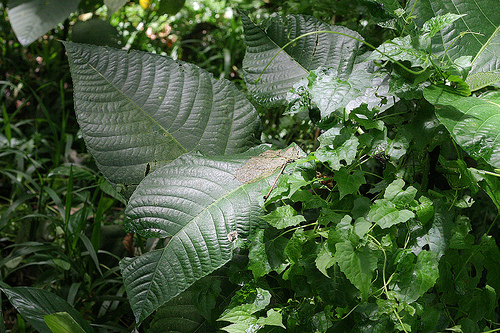
Dendrocnide sp.
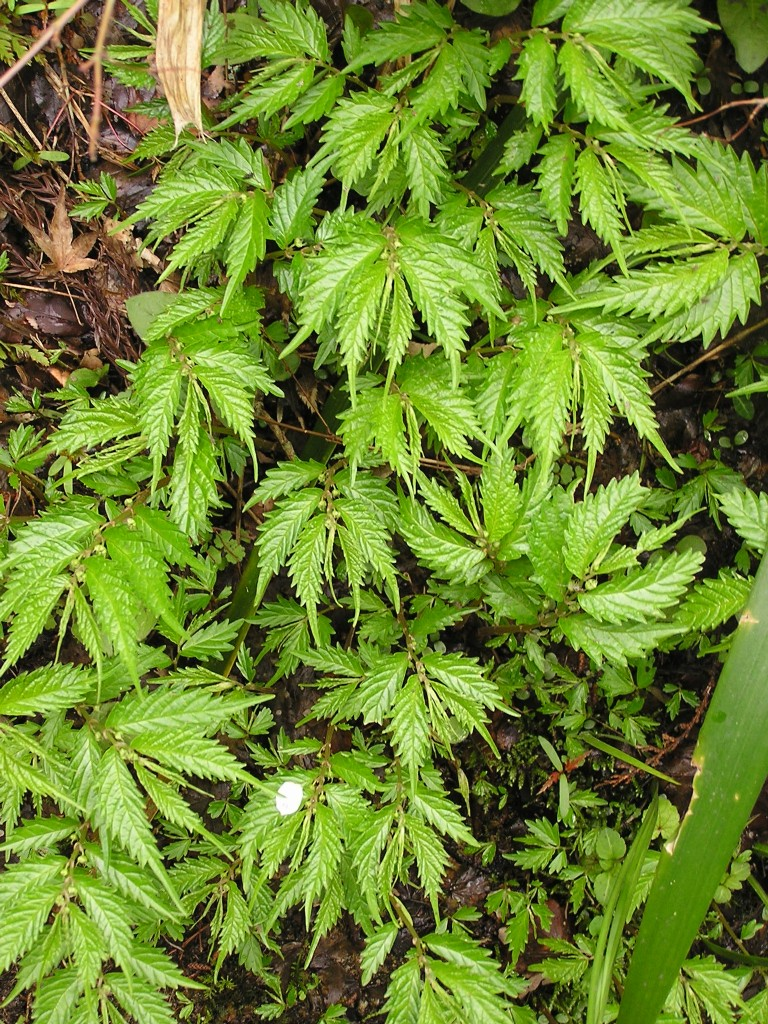
Elatostema umbellatum
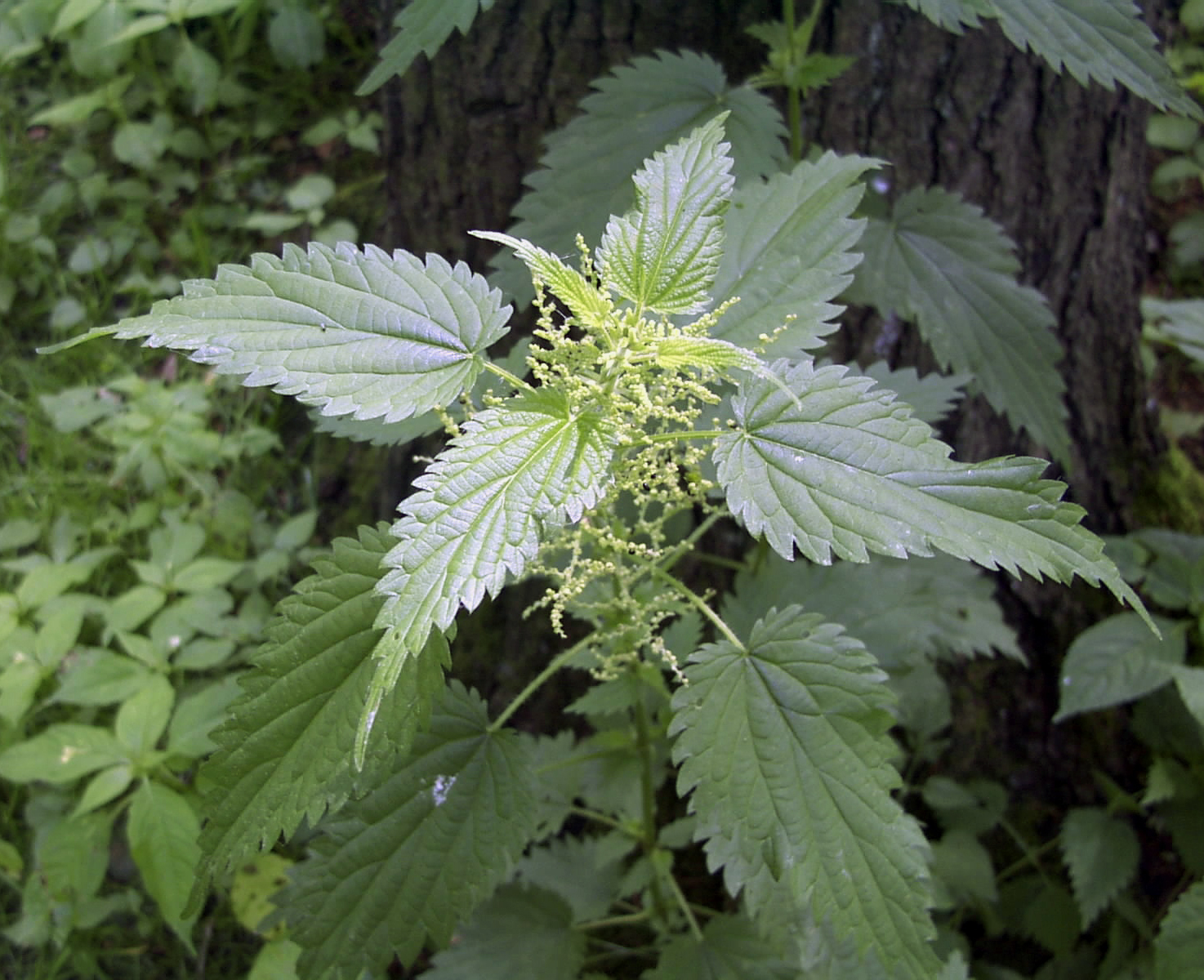
Urtica dioica
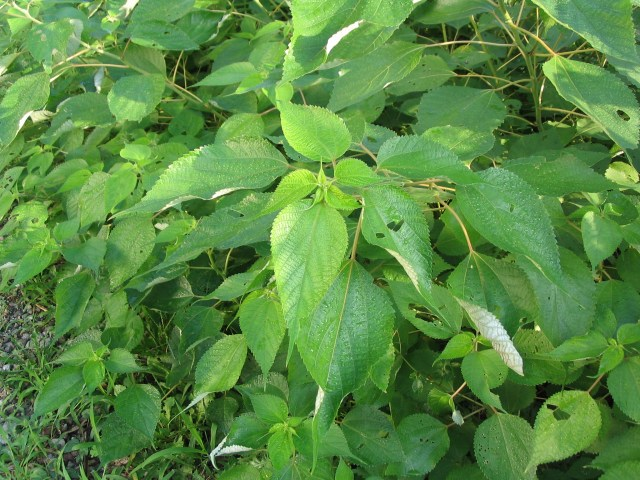
Boehmeria nivea
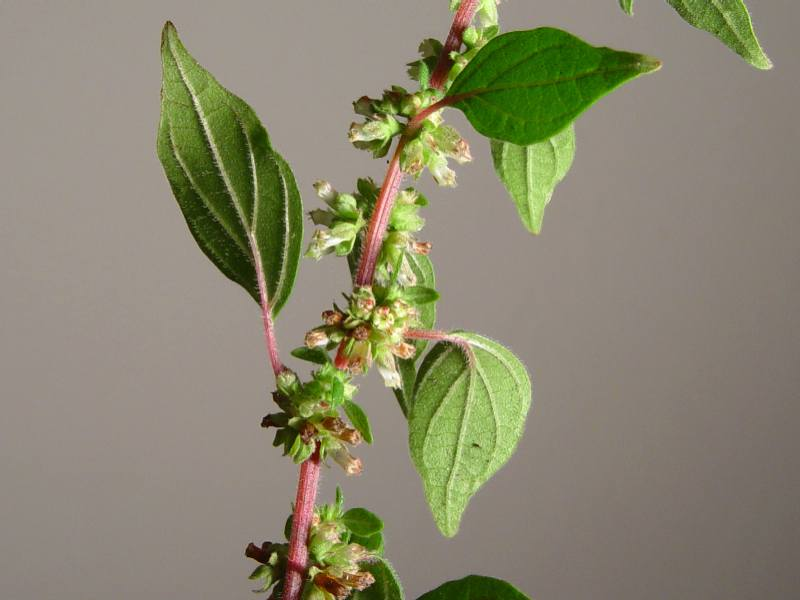
Parietaria judaica, flors
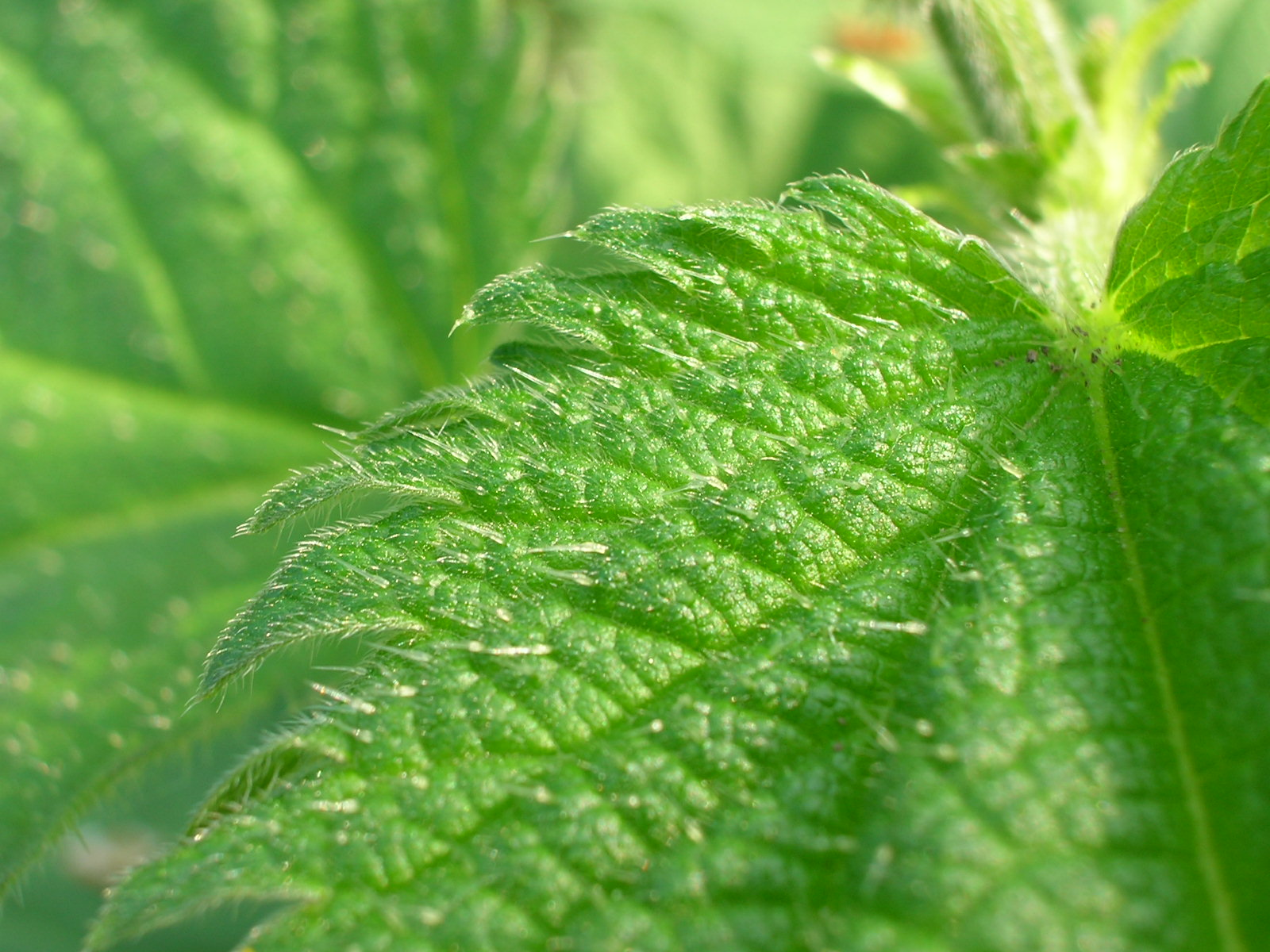
Urtica dioica, pèls urticants